# Alexander Bolshunov
Alexander Aleksandrovich Bolshunov (en russe : Александр Александрович Большунов), né le 31 décembre 1996, est un fondeur russe. Il est détenteur de quatre médailles olympiques, l'argent du cinquante kilomètres, du sprint par équipes et du relais et le bronze du sprint des Jeux olympiques de 2018 dans le district de Pyeongchang. Il remporte quatre médailles mondiales, quatre médailles d'argent obtenues lors des mondiaux 2019, sur le skiathlon, le cinquante kilomètres, le sprint par équipes et le relais.
Il remporte le classement général de la coupe du monde en 2019-2020 après avoir terminé deuxième la saison précédente, devenant le premier russe gagnant de la compétition (depuis l'éclatement de l'URSS). Il remporte lors de ces deux saisons le classement des courses de distances. Il répète ces résultats lors de la saison 2020-2021.

## Biographie

### Débuts sportifs
Bolshunov participe aux compétitions de la FIS depuis 2012 (Coupe d'Europe de l'Est) et monte sur son premier podium international aux Championnats du monde junior 2016, où il est médaillé d'argent au relais.
Après ses deux premières victoires dans la Coupe d'Europe de l'Est, il participe au mondiaux juniors 2017 où il devient champion du monde des moins de 23 ans du skiathlon et du quinze kilomètres libre et remporte l'argent sur le sprint. Il obtient une sélection pour les Championnats du monde à Lahti, où il est 26e du sprint et quinzième du skiathlon. Il fait ses débuts en Coupe du monde en mars à Drammen, où il est neuvième du sprint classique, synonyme de premiers points.
En novembre 2017, il arrive troisième du mini-Tour de Ruka derrière Klaebo et Sundby, remportant son premier podium en Coupe du monde. Une semaine plus tard, il est troisième du sprint de Lillehammer, puis deux fois troisième à Davos, en sprint et quinze kilomètres libre. Ensuite, sur son premier Tour de Ski, il est troisième d'une étape à Lenzerheide et sixième du classement final.

### Jeux olympiques 2018
Il est médaillé d'argent, sous la bannière « athlètes olympiques de Russie », aux Jeux olympiques de Pyeongchang en relais avec ses coéquipiers Andrey Larkov, Alexey Chervotkin et Denis Spitsov[réf. souhaitée]. Il remporte une autre médaille d'argent en relais sprint avec Denis Spitsov. Il compte une quatrième médaille à son actif, cette fois en bronze sur le sprint classique, remporté par son rival Johannes Høsflot Klæbo.
En individuel, il échoue une nouvelle fois à la seconde place lors de l'épreuve du cinquante kilomètres derrière le Finlandais Iivo Niskanen.

### Premiers succès
Après avoir échoué plusieurs fois au pied de la première marche (podiums à Drammen et Lahti), Alexander Bolshunov remporte enfin sa première victoire en coupe du monde lors de la mass start en style classique (15 km) des Finales Falun. Après la poursuite, il maintient sa position de tête et peut savourer son premier succès en course par étapes, qui le mène au cinquième rang du classement général.
Il commence la saison 2018-2019 en remportant les deux courses de la première étape de Coupe du monde a Ruka en Finlande à savoir un sprint classique et un quinze kilomètres classique. Il remporte également le quinze kilomètres classique lors de l'étape de Coupe du monde de Cogne en Italie au mois de février placée une semaine avant le début des championnats du monde de ski nordique de Seefeld dans le Tyrol autrichien.

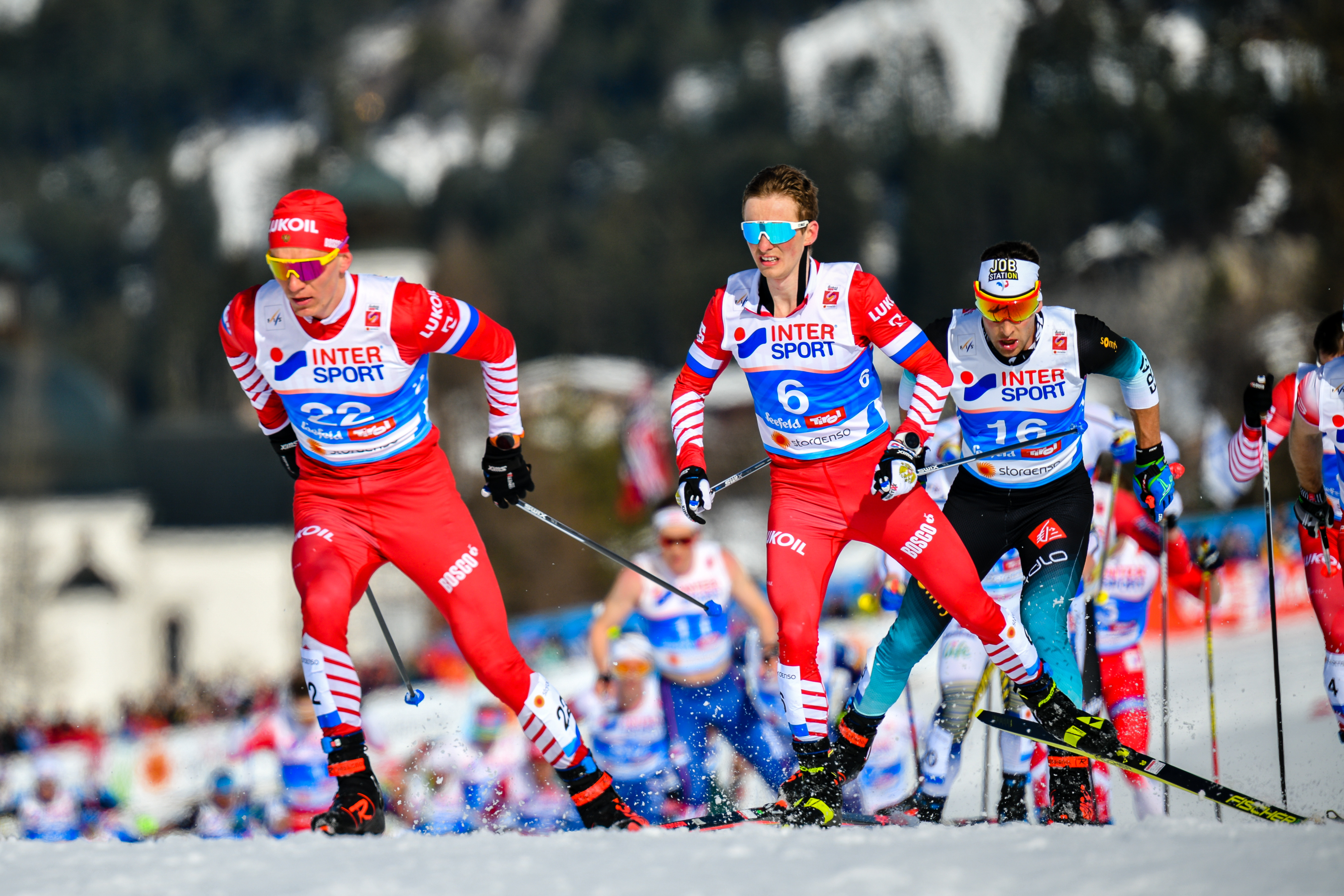
Bolshunov (no 22, lors du cinquante kilomètres des mondiaux 2019.

Bolshunov sort de ces mondiaux avec la bagatelle de quatre médailles toutes en argent : skiathlon, team sprint, relais, cinquante kilomètres ce qui fait de lui l'athlète le plus médaillé de ces Championnats du monde à peine 22 ans.
Une semaine plus tard il remporte le mythique cinquante classique d'Oslo sur la colline d'Holmenkollen et devient par la même occasion à 22 ans et 69 jours le plus jeune vainqueur de cette épreuve.
Il enchaîne sur la fin de saison avec une victoire sur le quinze kilomètres libre de Falun en Suède avant de terminer troisième du mini-tour des finales de coupe du monde à Québec fin mars. Il termine finalement deuxième du classement général de la coupe du monde 2018/2019 derrière son grand rival norvégien Johannes Høsflot Klæbo après une lutte acharnée jusqu'à la dernière course, et remporte son premier globe de cristal ; le petit globe du classement de la coupe du monde de distance.

### Saison 2020: vainqueur du classement général de la coupe du monde
Bolshunov commence sa saison de coupe du monde par une cinquième place du classement général du Nordic Opening. La semaine suivante, il s'impose sur le skiathlon de Lillehammer, devant Hans Christer Holund et Emil Iversen.
Sur le Tour de Ski, il est devancé par son compatriote Sergueï Oustiougov et le Norvègien Johannes Høsflot Klæbo lors de la première étape, une mass-start de quinze kilomètres style libre à Lenzenreide. À Dobbiaco, il est de nouveau troisième, sur un quinze kilomètres, derrière Ustiugov et un autre compatriote Ivan Iakimouchkine. Sur le site de Val di Fiemme, il termine troisième d'un quinze kilomètres classique remporté par Johannes Høsflot Klæbo devant Sergey Ustiugov. Le lendemain, il est de nouveau troisième, sur un sprint de nouveau remporté par Johannes Høsflot Klæbo. En terminant troisième de la montée de l'Alpe Cermis, disputée contrairement aux éditions précédentes sous la forme d'une mass-start, il remporte ce Tour de ski, devançant Sergey Ustiugov et Johannes Høsflot Klæbo.
Il remporte ensuite le quinze kilomètre libre de Nové Město, devant Iivo Niskanen et Sjur Røthe. Le lendemain, il s'impose sur la même distance, mais en style classique, devançant Johannes Høsflot Klæbo et Simen Hegstad Krüger. Lors de l'étape suivante, à Oberstdorf, il remporte le skiathlon devant Simen Hegstad Krüger et Sjur Røthe. Il remporte également un quinze kilomètres à Falun, devant Sjur Røthe et le Russe Ivan Iakimouchkine.
Lors du FIS Ski Tour, épreuve par étapes se disputant en Suède et Norvège, Bolshunov termine deuxième du quinze kilomètres classique derrière Pål Golberg, et remporte un 34 kilomètres, avec 54 secondes devant Johannes Høsflot Klæbo et Emil Iversen. Bolshunov occupe la première place du classement avant le départ de la dernière étape, une poursuite de trente kilomètres disputée en classique. Il devance alors le Norvégien Pål Golberg de 34 secondes mais en raison d'un mauvais choix de skis dans la tempête de neige, le Russe est rapidement rattrapé par son adversaire, puis par les autres norvégiens, Bolshunov terminant septième du général avec 1 min 41 s de retard.
Avec 2 221 points, il remporte le classement général de la coupe du monde, remportant également le classement des courses de distances avec 1 293 points.

### Saison 2020-2021
Pour entamer la saison 2020-2021, il prend la deuxième place du Ruka Triple derrière son rival Klæbo. Lors de ce mini-tour, il termine à la troisième place du quinze kilomètres classique. À Davos, étape non disputée par les trois nations scandinaves, il termine à la deuxième place du sprint remportée par Federico Pellegrino. Le lendemain; il obtient son premier succès de l'hiver sur le quinze kilomètres libre.
En l'absence des Norvégiens, il est le grand favori du Tour de Ski. Il termine deuxième de la première étape, un sprint derrière Pellegrino, puis les cinq étapes suivantes, toutes sur une distance de quinze kilomètres, une mass-start classique et une poursuite en style libre à Val Müstair, un contre la montre en libre et une poursuite en classique à Dobbiaco, une mass-start classique à Val di Fiemme. Sur l'étape suivante, il termine troisième du sprint, avant de terminer à la deuxième place de la dernière étape, la montée finale de l'Alpe Cermis. Il remporte pour la deuxième fois consécutive le tour, devançant le Français Maurice Manificat et le Russe Denis Spitsov.
Le 24 janvier 2021,lors de l'arrivée du relais de Lahti, qu'il franchit au troisième rang, juste derrière le Finlandais Joni Mäki, il donne à ce dernier un coup de bâton, puis le percute ensuite. En conséquence, le relais russe est disqualifié. La semaine suivante, à Falun, il remporte les deux courses longues distances, un quinze kilomètres libre puis la mass-start classique. Pour la première épreuve des mondiaux d'Oberstdorf, un sprint disputé en style classique, il termine quatrième derrière trois Norvégiens, Johannes Høsflot Klæbo, Erik Valnes et Håvard Solås Taugbøl. Lors de l'épreuve suivante, il remporte son premier titre mondial, devançant cinq Norvégiens, Simen Hegstad Krüger, Hans Christer Holund, Klæbo, Emil Iversen et Sjur Røthe. Lors de l'épreuve suivante, le sprint par équipe où il est associé à Gleb Retivykh, il transmet le relais avec quatre secondes d'avance sur la Norvège lors de son troisième et dernier tour, mais Klæbo rejoint Retivykh, accompagné par le Finlandais Joni Mäki, Klæbo s'imposant largement devant le Finlandais qui devance le Russe au sprint. Lors du quinze kilomètres, disputé en style libre, il termine quatrième, à 43,7 secondes de Hans Christer Holund, perdant énormément de temps dans le dernier tour sur ses adversaires.
Lors des Jeux olympiques à Pékin en Chine, il remporte le titre olympique de la dernière épreuve, prévue au départ sur 50 km mais réduite à 28,4 km à cause de conditions climatiques défavorables.

## Palmarès

### Jeux olympiques
| Épreuve / Édition | Sprint                           | Sprint                              | 15 km                            | 15 km                              | Skiathlon 2 × 15 km            | 50 km                              | Relais                              | Relais                             |
| Épreuve / Édition | libre                            | classique                           | libre                            | classique                          | Skiathlon 2 × 15 km            | 50 km                              | Sprint                              | 4 × 10 km                          |
| Pyeongchang 2018  | Épreuve inexistante à cette date | Médaille de bronze, Jeux olympiques | —                                | Épreuve inexistante à cette date   | —                              | Médaille d'argent, Jeux olympiques | Médaille d'argent, Jeux olympiques  | Médaille d'argent, Jeux olympiques |
| Pékin 2022        | DNS                              | Épreuve inexistante à cette date    | Épreuve inexistante à cette date | Médaille d'argent, Jeux olympiques | Médaille d'or, Jeux olympiques | [ Note 1 ]                         | Médaille de bronze, Jeux olympiques | Médaille d'or, Jeux olympiques     |

Légende :
- : première place, médaille d'or
- : deuxième place, médaille d'argent
- : troisième place, médaille de bronze
- : pas d'épreuve
- — : non disputée par Bolshunov
- DNS : n'a pas pris le départ

### Championnats du monde
| Épreuve / Édition | Sprint                           | Sprint                           | 15 km                            | 15 km                            | Skiathlon 2 × 15 km      | 50 km                    | Relais                    | Relais                   |
| Épreuve / Édition | libre                            | classique                        | libre                            | classique                        | Skiathlon 2 × 15 km      | 50 km                    | Sprint                    | 4 × 10 km                |
| Lahti 2017        | 26e                              | Épreuve inexistante à cette date | Épreuve inexistante à cette date | —                                | 15e                      | —                        | —                         | —                        |
| Seefeld 2019      | 11e                              | Épreuve inexistante à cette date | Épreuve inexistante à cette date | 8e                               | Médaille d'argent, monde | Médaille d'argent, monde | Médaille d'argent, monde  | Médaille d'argent, monde |
| Obertsdorf 2021   | Épreuve inexistante à cette date | 4e                               | 4e                               | Épreuve inexistante à cette date | Médaille d'or, monde     | Médaille d'argent, monde | Médaille de bronze, monde | Médaille d'argent, monde |

Légende :
- : première place, médaille d'or
- : deuxième place, médaille d'argent
- : troisième place, médaille de bronze
- : pas d'épreuve
- — : non disputée par Bolshunov

### Coupe du monde
- Meilleur classement général : Vainqueur de 2 gros globes de cristal en 2020 et 2021.
- Vainqueur de 3 petits globe de cristal : Coupe du monde de distance 2019, 2020 et 2021.
- 35 podiums individuels : 20 victoires, 7 deuxièmes places et 8 troisièmes places.
- 4 podiums en relais : 1 victoire, 2 deuxièmes places et 1 troisième place.

#### Détail des victoires
| Épreuve / Édition | Sprint | Sprint    | 15 km            | 15 km               | Skiathlon 2 × 15 km    | 30 km | 30 km     | 50 km | Tour de Ski ou Finales ou Nordic Opening ou |
| Épreuve / Édition | libre  | classique | libre            | classique           | Skiathlon 2 × 15 km    | libre | classique | 50 km | Tour de Ski ou Finales ou Nordic Opening ou |
| 2017-2018         |        |           |                  | Falun               |                        |       |           |       | Finales                                     |
| 2018-2019         |        | Ruka      | Falun            | Ruka Cogne          |                        |       |           | Oslo  |                                             |
| 2019-2020         |        |           | Nové Město Falun | Dobbiaco Nové Město | Lillehammer Oberstdorf |       |           | Oslo  | Tour de Ski                                 |
| 2020-2021         |        |           | Davos Falun      | Falun Engadine      |                        |       |           |       | Tour de Ski                                 |
| 2021-2022         |        |           | Ruka             |                     |                        |       |           |       |                                             |

#### Courses par étapes
- 25 podiums sur des étapes, dont 8 victoires.
- Finales :
  - 1er en 2018.
  - 2 podiums d'étape, dont 1 victoire.
- Tour de Ski :
  - 2 victoires finales (2019-2020 et 2020-2021).
  - 21 podiums d'étape dont 7 victoires.
- Nordic Opening :
  - 1 podium d'étape.

Il gagne les étapes suivantes dans les différentes tours :
| Date             | Lieu          | Pays    | Course      | Discipline |
| ---------------- | ------------- | ------- | ----------- | ---------- |
| 17 mars 2018     | Falun         | Suède   | Finales     | 15 km C MS |
| 1er janvier 2020 | Dobbiaco      | Italie  | Tour de Ski | 15 km C H  |
| 20 février 2020  | Meråker       | Norvège | Tour de Ski | 34 km L MS |
| 2 janvier 2021   | Val Müstair   | Suisse  | Tour de Ski | 15 km C MS |
| 3 janvier 2021   | Val Müstair   | Suisse  | Tour de Ski | 15 km L H  |
| 5 janvier 2021   | Dobbiaco      | Italie  | Tour de Ski | 15 km L    |
| 6 janvier 2021   | Dobbiaco      | Italie  | Tour de Ski | 15 km C H  |
| 8 janvier 2021   | Val di Fiemme | Italie  | Tour de Ski | 15 km C MS |

Legende :

C = classique

L = libre

H = départ avec handicap

MS = départ en masse

#### Classements en Coupe du monde
| Saison / Épreuve | Général | Général | Distance | Distance | Sprint | Sprint | Nordic Opening depuis 2011 | Tour de Ski depuis 2007 | Finales depuis 2008              |
| ---------------- | ------- | ------- | -------- | -------- | ------ | ------ | -------------------------- | ----------------------- | -------------------------------- |
| Saison / Épreuve | Place   | Points  | Place    | Points   | Place  | Points | Nordic Opening depuis 2011 | Tour de Ski depuis 2007 | Finales depuis 2008              |
| 2017             | 100e    | 29      | -        | -        | 49e    | 29     | -                          | -                       | -                                |
| 2018             | 5e      | 1152    | 9e       | 396      | 6e     | 276    | 3e                         | -                       | 1er                              |
| 2019             | 2e      | 1617    | 1er      | 864      | 5e     | 363    | 5e                         | 5e                      | 3e                               |
| 2020             | 1er     | 2221    | 1er      | 1293     | 6e     | 330    | 5e                         | 1er                     | Épreuve inexistante à cette date |
| 2021             | 1er     | 1765    | 1er      | 921      | 3e     | 284    | 2e                         | 1er                     | Épreuve inexistante à cette date |

### Championnats du monde junior
- Médaille d'argent du relais en 2016 à Râșnov.

### Championnats du monde des moins de 23 ans
- Médaille d'or du skiathlon en 2017 à Park City.
- Médaille d'or du quinze kilomètres libre en 2017.
- Médaille d'argent du sprint classique en 2017.

### Championnats du monde de ski à rollers
- Médaille d'or du vingt kilomètres classique en 2017 à Sollefteå.
- Médaille d'argent sur 22,5 kilomètres classique en 2017.
- Médaille d'or du vingt kilomètres classique en 2019 à Madona.

### Championnats de Russie
- Champion sur cinquante kilomètres classique en 2017.
- Champion sur quinze kilomètres classique en 2018.
- Champion du sprint et du skiathlon en 2021.

## Distinctions
En 2018, il est décoré de l'Ordre de l'Amitié.